# S/2011 J 2
S/2011 J 2, також Юпітер LVI — природний супутник Юпітера, який був виявлений Скотом Шепардом у 2011 році. Видима зоряна величина 23,6. Середня орбітальна швидкість 2.33 км/с.